# CAREkonkret
CAREkonkret ist eine deutsche Wochenzeitung für die stationäre und ambulante Pflege. Sie berichtet wöchentlich über Aspekte des professionellen Managements für die Bereiche Heime und ambulante Pflegedienste. Weitere Themen sind Entwicklungen und Trends im Management und in der Pflegepraxis, Forschung, pflegepolitische Entwicklungen sowie ständige Dokumentation über strukturelle Veränderungen in der Pflegebranche.
Sie erscheint wöchentlich, in 48 Ausgaben im Jahr.

## Auflage
Die verbreitete Auflage von CAREkonkret ist in den vergangenen Jahren stark gesunken. Gleichzeitig konnte das Blatt seine verkaufte Auflage deutlich erhöhen. Die verkaufte Auflage ist seit 1998 um 164,6 Prozent gestiegen. Sie beträgt gegenwärtig 5171 Exemplare. Der Anteil der Abonnements an der verkauften Auflage liegt bei 53 Prozent.
| 1998 | 1999 | 2000 | 2001 | 2002 | 2003 | 2004 | 2005 | 2006 | 2007 | 2008 | 2009 | 2010 | 2011 | 2012 | 2013 | 2014 | 2015 | 2016 | 2017 | 2018 | 2019 | 2020 | 2021 | 2022 | 2023 | 2024 |
| ---- | ---- | ---- | ---- | ---- | ---- | ---- | ---- | ---- | ---- | ---- | ---- | ---- | ---- | ---- | ---- | ---- | ---- | ---- | ---- | ---- | ---- | ---- | ---- | ---- | ---- | ---- |
| 1954 | 3557 | 4399 | 4543 | 5175 | 5455 | 5576 | 5697 | 5531 | 5423 | 5441 | 5479 | 5377 | 5252 | 5069 | 4970 | 4866 | 4644 | 4531 | 4397 | 4125 | 4276 | 8061 | 4106 | 6446 | 5819 | 5171 |